# Парламентские выборы в Трансиордании (1942)
Парламентские выборы в Трансиордании в Пятый Законодательный совет прошли 20 октября 1942 года. Полномочия Пятого Законодательного совета, также как и предыдущего, были продлены на 2 года и вместо 3 лет совет работал 5 лет до 1947 года. 
25 мая 1946 года Пятый Законодательный совет на чрезвычайной сессии объявил Трансиорданию независимым государством и присягнул королю Абдалле I ибн Хусейну.

## Результаты
Были избраны 16 членов Законодательного совета:  
| - Маджид аль-Адван - Иосеф аль-Акшах - Иса аль-Авад - Салим аль-Хиндави | - Махмуд аль-Краишан - Рефефан аль-Маджали - Фавзи аль-Муфти - Алхадж Суд аль-Наблси | - Адбул-Кадер аль-Талл - Хессен аль-Таравнех - Саламех аль-Твалл - Гдуб аль-Забен | - Хамад Бин Джази - Моса аль-Авад Хеджази - Хессен Хавайах - Сабри Табба |

На место умершего 24 января 1945 года Рефефана аль-Маджали 1 сентября был избран Марек аль-Маджали. Маджед аль-Адван, умерший 2 июня 1946 года, был заменён на Ноффана аль-Суда (с 16 сентября).

## Правительства
За 5 лет работы 5-го Законодательного совета сменилось 5 правительств Трансиордании:
- Первое правительство сформировал Ибрахим Хашим. Работало до 9 мая 1943 года.
- Второе правительство 9 мая 1943 — 14 октября 1944 (премьер-министр Тавфик Абу аль-Худа)
- Третье правительство 15 октября 1944 — 18 мая 1945 (премьер-министр Самир ар-Рифаи (старший))
- Четвёртое правительство 19 мая 1945 — 1 февраля 1947 (премьер-министр Ибрахим Хашим)
- Пятое правительство 4 февраля 1947 — 27 декабря 1947 (премьер-министр Самир ар-Рифаи (старший))